# 曾德
曾德，元朝渔阳（今天津市蓟州区）人，宗圣公曾参五十七代孙。
曾德母亲早亡，父亲曾仲祥再娶左氏。曾仲祥游历襄阳，喜欢当地风俗，于是携带左氏定居。乱兵攻克襄阳，左氏失踪。曾德走遍南方寻找，五年才在广海间找到，奉迎归家，孝养倍至。有司上报朝廷，皇帝下诏旌表其家，免除他家的徭役。